# Amuda
Amuda är stad som ligger i nordöstra Syrien, nära gränsen till Turkiet. Amuda tillhörde det arameiska kungariket. Under början av 1900-talet var befolkningen 10 000 invånare och bestod till 90 procent av kristna armenier som tvingades att fly på grund av folkmordet, Seyfo, som pågick mellan år 1914 till 1925. I dag finns det ingen syriansk ursprungbefolkning kvar i Amuda. I dag består Amuda av syriska och turkiska kurder.